# Pieter Codde

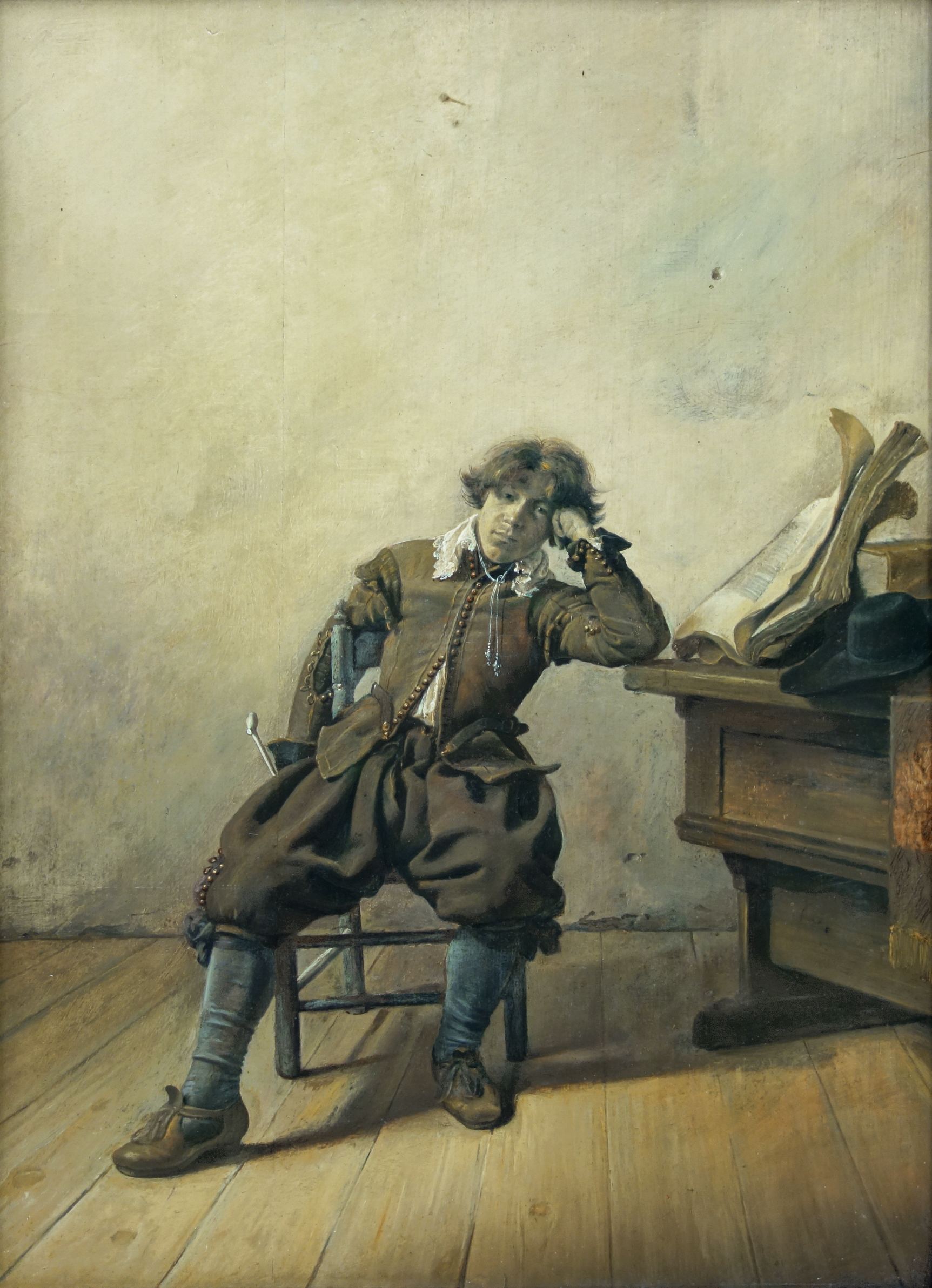
Pieter Codde, Student przy biurku – Melancholia (1633), Musée des Beaux-Arts, Lille

Pieter Jacobsz. Codde (ochrz. 11 grudnia 1599 w Amsterdamie, poch. 12 października 1678 tamże) – holenderski malarz i poeta okresu baroku.

## Życiorys
Był prawdopodobnie uczniem Barenta van Somerena lub Cornelisa van der Voorta. Jego uczniem był Albert Jansz. Klomp.

## Twórczość
Początkowo malował głównie portrety oraz pejzaże i obrazy o tematyce historycznej. Jednak najbardziej charakterystyczną część jego spuścizny stanowią sceny rodzajowe, przedstawiające wytworne towarzystwo (zazwyczaj muzykujące) lub żołnierzy w wartowniach i gospodach. Jednym z najważniejszych jego dzieł jest portret grupowy Oficerów amterdamskiej kompanii kuszników kapitana Reyniera Reaela i porucznika Cornelisa Michielsz. Blaeuwa (tzw. Meagre Company, czyli Chuda Kompania), rozpoczęty w 1633 przez Franka Halsa, który Codde dokończył w 1637.
Twórczość Pietera Codde wywarła wpływ na Jacoba Ducka.

## Wybrane dzieła
- Garderoba aktorów (ok. 1630) – Berlin, Gemäldegalerie,
- Kobieta czesząca włosy (Alegoria Vanitas) – Warszawa, Muzeum Narodowe,
- Lutnista – Filadelfia, Museum of Art,
- Miłośnicy sztuki w pracowni malarskiej (ok. 1630) – Stuttgart, Staatsgalerie,
- Młodzieniec z fajką – Lille, Musée des Beaux-Arts,
- Portret dziecka – Schleissheim, Staatsgalerie,
- Portret kobiety, mężczyzny i chłopca (1640) – Londyn, National Gallery,
- Student przy biurku – Melancholia (1633) – Lille, Musée des Beaux-Arts,
- Wesołe towarzystwo (1633) – Wiedeń, Akademie der Bildenden Kuenste,
- Wytworne towarzystwo (1633) – Amsterdam, Rijksmuseum,
- Zabawa taneczna (1636) – Haga, Mauritshuis.